# Ioan al Saxoniei
Ioan (Johann Nepomuk Maria Joseph Anton Xaver Vincenz Aloys Franz de Paula Stanislaus Bernhard Paul Felix Damasus) (germană Johann; 12 decembrie 1801 – 29 octombrie 1873) a fost rege al Saxoniei și membru al Casei de Wettin.
S-a născut la Dresda și a fost al treilea fiu al Prințului Maximilian - fiul mai mic al Electorului Frederick Christian al Saxoniei - și al primei lui soții, Caroline de Bourbon, Prințesă de Parma.

## Biografie
Cea mai mare parte a vieții sale a stat sub slabele șanse de a moșteni coroana Saxoniei: el era precedat de unchiul, tatăl și de doi frați mai mari, Frederick Augustus și Clement.  Totuși, în 1822 Clement a murit celibatar în Italia.
Când unchiul său Anton a urcat pe tronul Saxoniei ca rege (1827) avea 66 de ani și nici un copil în viață. După ce tatăl său Maximilian a renunțat la drepturile sale la tron în 1830, Ioan a devenit al doilea în linia de succesiune. Fratele mai mare al lui Ioan, Frederic Augustus, a devenit rege al Saxoniei în 1836. Noul rege, deși căsătorit de două ori nu avea copii. Ioan a fost moștenitorul tronului pe întreaga perioadă de domnie a fratelui său, de 18 ani.

### Rege al Saxoniei
Ioan a devenit rege al Saxoniei după moartea fratelui său Frederick Augustus al II-lea, la 9 august 1854.
Organizarea judiciară din 1855, extinderea rețelei de cale ferată, introducerea libertății comerțului sunt atribuite în principal la sugestia și promovarea lui. În timpul guvernării sale s-a semnat  Tratatul comercial francez (1862), precum și recunoașterea unui contract cu Italia. În 1866 Saxonia a luptat de partea austriacă în Războiul austro-prusac. În cele din urmă, după înfrângerea în Bătălia de la Königgrätz, Saxonia s-a alăturat Confederației Germane de Nord și în 1871 Imperiului German sub hegemonia regatului Prusiei. Regele a murit doi ani mai târziu, la vârsta de șaptezeci și unu de ani.
Pe lângă munca politică, Ioan a fost interesat de literatură. Sub pseudonimul Philalethes el a tradus în germană Divina Comedie a lui Dante. 

### Căsătorie și copii
La München, la 10 noiembrie 1822 (prin procură) și din nou la Dresda la 21 noiembrie 1822 (în persoană), Ioan s-a căsătorit cu Prințesa Amalie Auguste de Bavaria, fiica regelui Maximilian I Iosif al Bavariei. Ei au avut nouă copii:
- Maria Auguste (22 ianuarie 1827 – 8 octombrie 1857)
- Albert (23 aprilie 1828 – 19 iunie 1902). Căsătorit cu Prințesa Carola, fiica Prințului moștenitor Gustav al Suediei. A devenit rege al Saxoniei.
- Maria Elisabeta (4 februarie 1830 – 14 august 1912). Căsătorită prima dată cu Ferdinando, Prinț de Savoia și Sardinia și a doua oară cu Niccolo Marchese Rapallo.
- Friedrich August Ernst (5 aprilie 1831 – 12 mai 1847)
- George (8 august 1832 – 15 octombrie 1904). Căsătorit cu infanta Maria Anna a Portugaliei. A devenit rege al Saxoniei.
- Maria Sidonia (16 august 1834 – 1 martie 1862)
- Anna (4 ianuarie 1836 – 10 februarie 1859). Căsătorită cu Ferdinand al IV-lea, Mare Duce al Toscanei.
- Margareta (24 mai 1840 – 15 septembrie 1858). Căsătorită cu vărul ei Arhiducele Carl Ludwig al Austriei.
- Sofia (15 martie 1845 – 9 martie 1867). Căsătorită cu vărul ei Karl-Theodor, Duce de Bavaria (fratele împărătesei Elisabeta a Austriei).